# Chapali Bhadrakali
Chapali Bhadrakali (nep. चपली भद्रकाली) – gaun wikas samiti w środkowej części Nepalu w strefie Bagmati w dystrykcie Katmandu. Według nepalskiego spisu powszechnego z 2001 roku liczył on 903 gospodarstw domowych i 4544 mieszkańców (2266 kobiet i 2278 mężczyzn).